# Rastafariánství

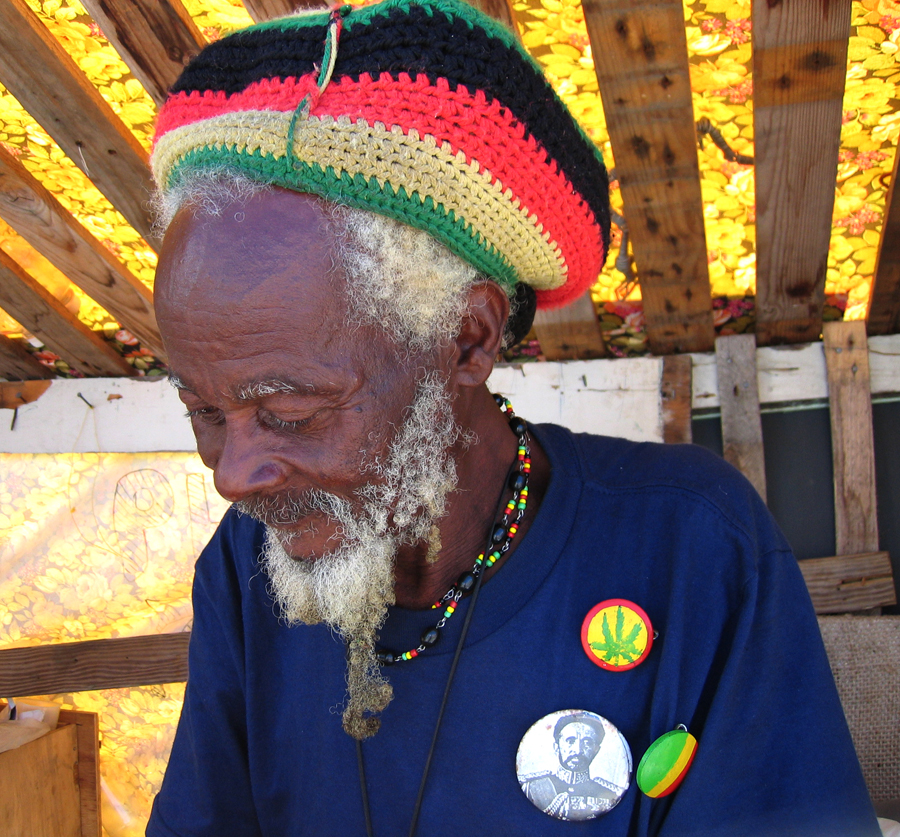
Rastafarián na Barbadosu v typicky barevném oděvu s odznakem s podobiznou císaře Haila Selassia I.

Rastafariánství je abrahámovské náboženství, které se vyvinulo ve 30. letech 20. století v afroamerické komunitě na Jamajce. Je klasifikováno jako nové náboženské hnutí a sociální hnutí. Vyznavači této víry jsou známí jako rastafariáni nebo rastas. Jejich víra kombinuje prvky židovství a křesťanství, částečně též islámu a dalších náboženství. Jejich výklad bible ztotožňuje černochy s biblickými Izraelity (případně se ztraceným izraelským kmenem) a označuje je za vyvolený národ. Jejich zemí zaslíbenou je Etiopie nebo obecně Afrika, označovaná též jako Zion (tj. Sijón). Tam se jednoho dne mají všichni černoši navrátit velkým exodem ze všech západních zemí, kde žijí v otroctví a útlaku. Zotročení černochů bělochy a přeneseně celý západní svět je rastafariány přirovnáván k babylonskému zajetí. Tento babylon je považován za boží trest a má být zničen až nadejde soudný den. Ústřední postavou rastafariánství je etiopský císař Haile Selassie I., který je dle různých výkladů považován za vtělení boha a Spasitele, případně druhý příchod Ježíše. Z jeho předkorunovačního jména a titulu rás Tafari Makonen je také odvozen název náboženství.
Rastafariánství vzniklo v chudých a sociálně vyloučených afrojamajských komunitách. Jeho afrocentrická ideologie byla do značné míry reakcí na tehdy dominantní britskou koloniální kulturu na Jamajce. Bylo ovlivněno jak etiopianismem, tak ideou návratu do Afriky, které prosazovali černošští nacionalisté, jako například Marcus Garvey (někdy označovaný za  „proroka“ „apoštola“ či „černého Mojžíše“). Náboženství se začalo formovat poté, co několik protestantských křesťanských duchovních, zejména Leonard Howell, prohlásilo, že korunovace Haile Selassieho etiopským císařem v roce 1930 byla naplněním biblického proroctví. V 50. letech přivedl protikulturní postoj rastafariánství do konfliktu s širší jamajskou společností a došlo i k násilným střetům s policií. V 60. a 70. letech si hnutí získalo na Jamajce větší uznání a zároveň se dostalo do mezinárodního povědomí díky popularitě hudebníků reggae inspirovaných rastafariánstvím, zejména Boba Marleyho. V této době také někteří z rastafariánů uskutečnili svůj plán návratu do Afriky a usadili se v etiopském městě Šašemane. Nadšení pro rastafariánství opadlo v 80. letech po smrti Haile Selassieho i Marleyho, avšak hnutí přežilo a má své příznivce v mnoha částech světa.
Odhadovaný celosvětový počet rastafariánů byl v roce 2009 kolem jednoho milionu. V České republice při sčítání lidu v roce 2021 deklarovalo rastafariánské vyznání 190 osob.

## Víra

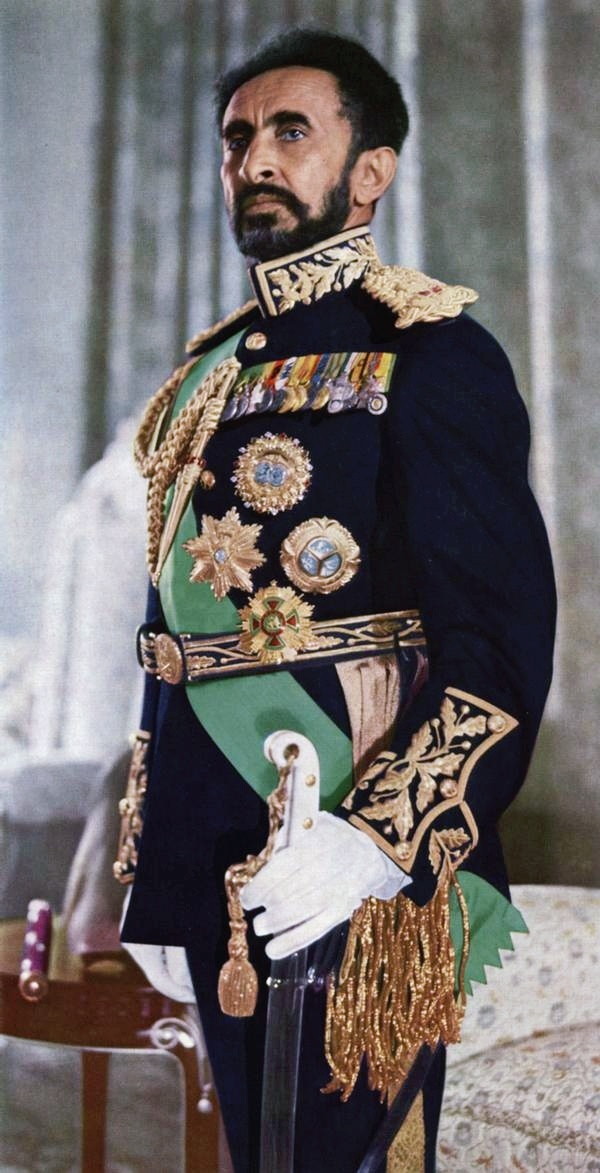
Haile Selassie I., císař Etiopie v letech 1930 až 1974.

### Posvátné knihy
Rastafariánská víra čerpá svou duchovní inspiraci především z bible obvykle v překladu krále Jakuba, přičemž nejvýznamnější jsou texty Starého zákona a knihy Zjevení. Výklad se soustředí na myšlenku, že černošský národ je vyvoleným lidem, obdobně jako starověcí Izraelité. Vedle bible hraje významnou roli také etiopská náboženská kniha Kebra Nagast, která popisuje spojení mezi králem Šalomounem a královnou ze Sáby a podporuje myšlenku, že etiopští panovníci jsou přímými potomky biblického krále Davida. Další důležité knihy pro rastafariány jsou Svatá Piby (The Holy Piby), která je někdy nazývána „černošskou Biblí“ a zdůrazňuje roli Etiopie v duchovní historii, a Zaslíbený klíč (The Promised Key), již napsal Leonard Howell, jeden z prvních kazatelů rastafariánství, a stanovil v ní některé základní principy této víry.

### Bůh
Rastafariánská víra je formou monoteismu, rastafariánský Bůh se nazývá Jah (výslovnost [džá]; z hebrejského Jahve). Rastafariáni věří v jediného Boha, který je současně všudypřítomný a přebývá v každém jednotlivci. Tato víra je založena na interpretaci biblických textů, které rastafariáni přizpůsobují svému duchovnímu chápání. Jah je považován za ochránce černošského lidu, který ho provází v boji za osvobození a návrat do zaslíbené země. Stejně jako v křesťanství je Bůhtrojjediný, tvoří jej Otec (stvořitel Jah), Syn (spasitel Rastafari) a Duch svatý (jenž je součástí každého člověka a pomáhá každému v sobě nalézt božský díl). Z toho také pramení rastafariánské „Já a já“ (anglicky I and I), kdy první Já odkazuje na boha a druhé já na osobu rastafariána, který toto paradigma pronáší.

### Haile Selassie
Ústřední postavou rastafariánské víry je etiopský císař Haile Selassie I., který je považován za vtělení Boha a za spasitele, přesné výklady jeho identity se však liší. Někteří rastafariáni jej chápou jako druhý příchod Ježíše Krista na Zemi, zatímco jiní jej vnímají jako božího posla, který přinesl černošskému národu naději a důkaz jeho vyvolenosti. Jméno rastafariánského hnutí pochází právě z předkorunovačního jména Haile Selassieho – rás Tafari Makonen. Císařova korunovace v roce 1930 byla pro rastafariány naplněním biblických proroctví a potvrzením jeho božského poslání. I když sám císař nikdy veřejně nepotvrdil svou božskou roli, jeho význam v rastafariánské víře zůstává zásadní.

### Ježíš
V rastafariánské teologii je Ježíš Kristus chápán odlišně než v tradičním křesťanství. Rastafariáni jej považují za proroka a osvoboditele, jehož poselství bylo překrouceno západní církví. Často je zobrazován jako černoch, což je v protikladu k běžnému západnímu zobrazení Ježíše jako bělocha. Rastafariáni věří, že pravé křesťanství bylo určeno pro africký lid a že Ježíšovo poselství bylo později zmanipulováno evropskými mocnostmi k podpoře kolonialismu a nadvlády bílých nad černými. Někteří rastafariáni spojují Ježíše s Hailem Selassiem, zatímco jiní je považují za dvě různé, ale propojené duchovní bytosti.

### Exil v Babylonu
Rastafariáni používají pojem Babylon k označení bělošské západní společnosti a celého systému útlaku, který zotročoval a nadále utlačuje černošský národ. Toto označení vychází z biblického příběhu o babylonském zajetí Izraelitů a rastafariáni jej aplikují na svůj vlastní historický a současný útlak. Babylon představuje útlak bílých mocností, rasovou nespravedlnost, korupci, materialismus a duchovní odcizení. Rastrafariáni věří, že černoši byli násilně odvlečeni do Babylonu (tedy do západního světa) a že jejich pobyt zde je součástí božího trestu, který jednoho dne skončí.

### Návrat do Zionu
Rastafariánskou zemí zaslíbenou je Etiopie nebo obecně Afrika, označovaná též jako Zion (podle biblického Sijónu). Rastafariánská víra hlásá, že černošský národ bude jednoho dne osvobozen a navrátí se do svého původního domova v Africe. Tento koncept je často spojován s učením Marcuse Garveyho, který propagoval myšlenku repatriace Afričanů z amerického kontinentu zpět do jejich původní vlasti. Rastafariáni věří, že návrat do Zionu je nejen fyzickým, ale i duchovním procesem, který zahrnuje osvobození mysli od vlivu Babylonu a přijetí pravé africké identity. Někteří rastafariáni podnikli kroky k repatriaci do Etiopie, zejména do oblasti Šašemane, kterou Haile Selassie daroval černošským obyvatelům diaspory jako jejich nový domov. Celý koncept návratu do Zionu je úzce spojen s očekáváním božího soudu, během něhož má Babylon padnout a spravedliví mají být zachráněni.

## Historie

### Počátky
Rastafariánství vzniklo na Jamajce, kam byli na místo původních obyvatel, Aravaků, od 16. století dováženi afričtí černoši především z kmenů Fantů a Ašantů, kteří se postupně stali většinou zdejší populace. Ti zde žili v otroctví nejprve pod španělskou a poté pod britskou nadvládou. Většina z nich chtěla nějakým způsobem reagovat na otrokářské zacházení svých pánů a jejich snahu zničit původní africké náboženské víry a nahradit je křesťanstvím. Z bible se dověděli o prastarých afrických civilizacích Egyptu a Etiopii a začali se identifikovali s těmito kulturami a považovat se za potomky starých Egypťanů a Etiopanů. Začali vyvíjet vlastní věroučný systém, který se pak stal základem rastafariánství. V roce 1834 bylo otroctví zrušeno a v osvobozené černošské komunitě začali působit kazatelé a aktivisté, kteří podobné myšlenky podporovali a vkládali do svých kázání rasový tón. Mezi ně patřil například Alexander Bedward. Ten roku 1895 prohlásil: „Existuje bílá zeď a černá zeď, a bílá zeď se uzavírá kolem černé zdi; ale nyní se černá zeď stala větší než bílá zeď a musí bílou zeď zbourat."
Po zrušení otroctví byli jako náhrada za otroky na Jamajku dováženi nájemní dělníci z Indie; v letech 1845 až 1917 jich sem přišlo kolem 36 000. Ti s sebou přinesli marihuanu, která byla na Jamajku dovážena z Bengálska. Od nich rozšířila po celé Jamajce a stala se součástí místní kultury.
V průběhu 19. století rostly na Jamajce i mimo ni snahy o přesídlení africké diaspory v západní Evropě a Americe do Afriky, přičemž někteří z příslušníků těchto diaspor zakládali kolonie v Sierra Leone a Libérii.

### Vznik

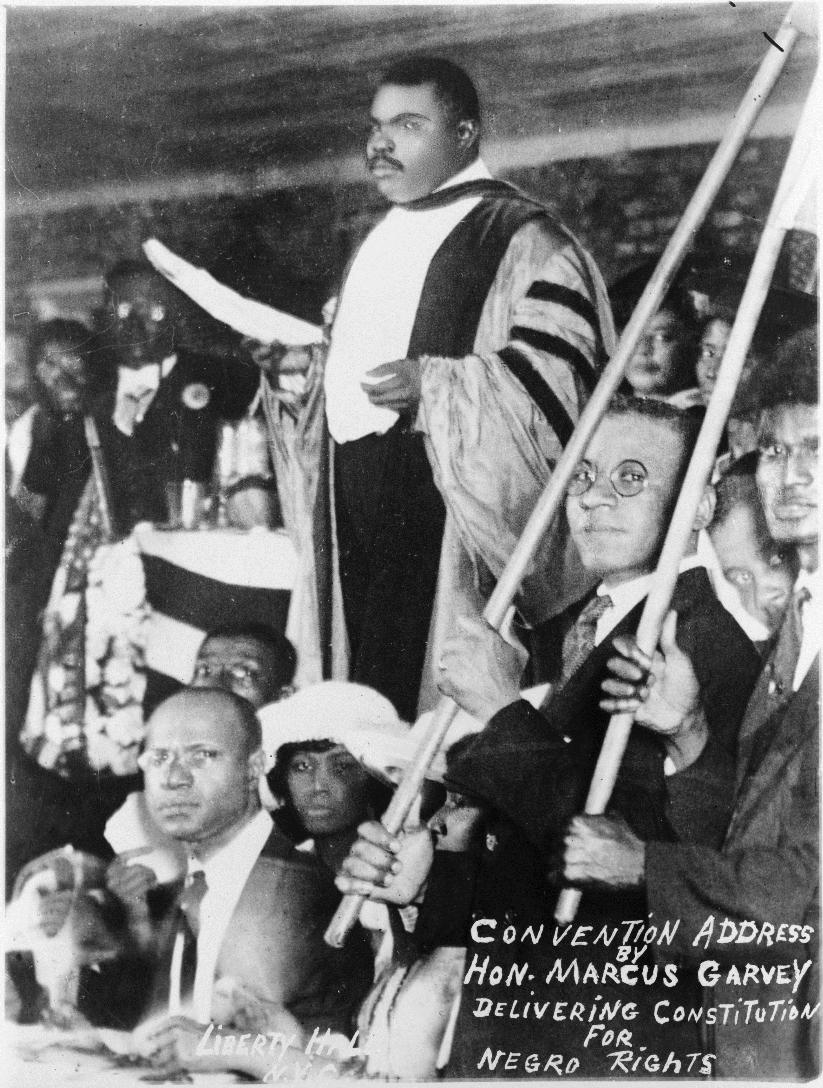
Marcus Garvey při kázání v Harlemu, 1920

Nejvýznamnější osobností, která stála u vzniku rastafariánství, byl Marcus Garvey. Nebyl tradičním kazatelem a své učení nepropojoval přímo s náboženstvím, byl spíše politickým aktivistou a zaměřoval se na politickou emancipaci černochů. Mnohé z jeho politických myšlenek však v rámci rastafariánství získaly náboženský rozměr. Garvey podporoval černochy v tom, aby se osvobodili od závislosti na bílých a stali se tvůrci vlastního osudu. Svou činností popularizoval myšlenku „Zpět do Afriky“ (Back to Africa), což zahrnovalo jak dekolonizaci Afriky, tak i boj za politickou a náboženskou svobodu černochů. Věřil, že jediným skutečným řešením pro černochy je návrat na africký kontinent a osvobození se od koloniálních mocností. Jeho učení zahrnovalo čtyři základní principy: jednota, rovnost, sebeúcta a hrdost na osvobozenou Afriku. V roce 1914 Garvey založil Asociaci za všeobecný černošský pokrok (anglicky The Universal Negro Improvement Association, UNIA), jejímž cílem bylo vytvoření celosvětového bratrství mezi všemi černochy, zvyšování hrdosti na příslušnost k této rase a posílení nezávislosti černošských států v Africe. Organizace hrála klíčovou roli ve formování africko-amerického národního hnutí a stala se inspirací pro pozdější rastafariánské myšlenky. Roku 1916 Garvey odjel do USA a začal veřejně hlásat své učení v New Yorku. Právě v této době měl údajně vyřknout proroctví o brzkém příchodu černého mesiáše, které však není spolehlivě historicky doloženo.
| „                      | Pohleďte k Africe, na korunovaci černého krále, on bude Spasitel! | “ |
| — Marcuse Garvey, 1916 |                                                                   |   |

Formující se rastafariáni začali Marcuse Garveyho pokládat za proroka či apoštola (jako například v náboženském spisu Holy Piby). V roce 1920 se v New Yorku konala první velká konferenci UNIA, kde bylo rozhodnuto, že jako zdroj identity černochů všude na světě bude přijímána Etiopie. Orientace na Etiopii, známou též jako Habešské císařství, vyplývala nejen z jejího výskytu v bibli, ale i z faktu, že na přelomu 19. a 20. století byla jediným africkým státem, který si udržel nezávislost a nebyl podroben koloniálními mocnostmi. V jejím čele od roku 1889 stál císař Menelik II., který zemi podstatně modernizoval, kdy například inicioval stavbu železnice z Džibutska do Addis Abeby či zavedení telegrafní sítě a v roce 1896 Etiopii ubránil před italským útokem. Tím získal jedinečné postavení v protikolonialistickém odboji a stal se hrdinou afroamerické spirituality. V roce 1913 však zemřel, což vedlo k politické krizi. Jeho nástupcem se stal jeho vnuk Ijasu V., tehdy šestnáctiletý, politicky nezkušený a zábavě holdující mladík, který svým vstřícným postojem vůči muslimům a údajnou konverzí k islámu proti sobě poštval křesťanskou církev a v roce 1916 byl sesazen. Na trůn usedla jeho teta a Menelikova dcera Zauditu I., jejím spoluvládcem (regentem) a následníkem byl jmenován její synovec Tafari Makonen, který se stal do značné míry faktickým vládcem. Ze své pozice navázal na reformní snahy císaře Menelika a například podporoval evropské standardy ve školách, nemocnicích a továrnách. V roce 1923 podal jménem Etiopie přihlášku do Společnosti národů, a přestože někteří představitelé Společnosti národů pochybovali, zda je země dostatečně civilizovaná, ještě téhož roku prosadil její schválení poté, co se zavázal k boji proti obchodu s otroky. Když císařovna v roce 1930 zemřela, Makonen se stal císařem a byl v Katedrále svatého Jiří korunován jako Haile Selassie I. V roce 1931 v návaznosti na předchozí reformy vydal historicky první etiopskou ústavu, která poprvé zřídila parlament. 

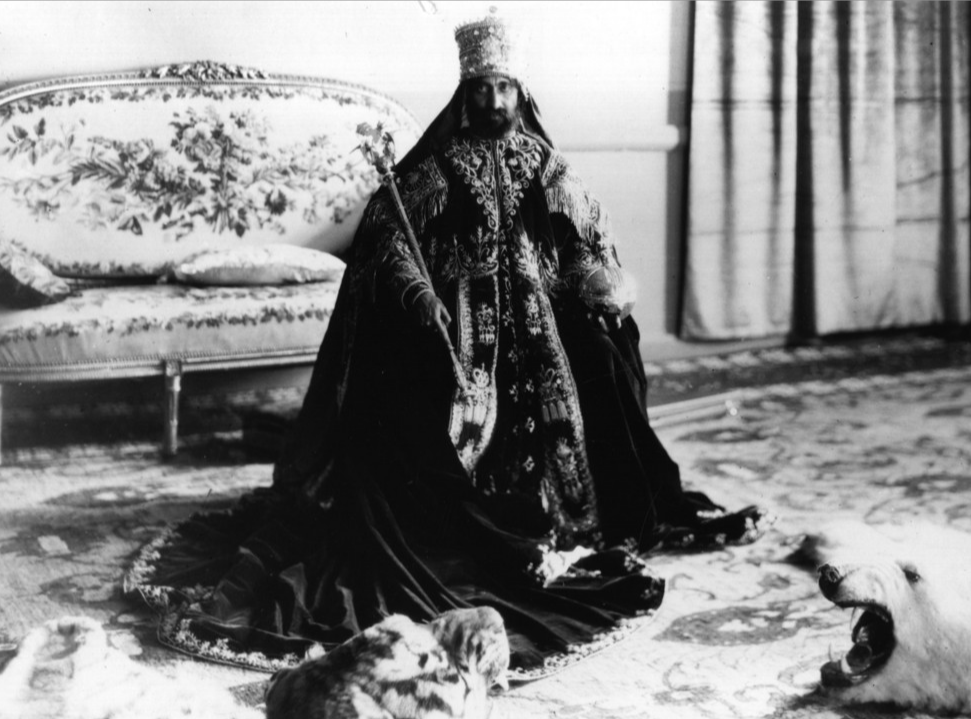
Císař Haile Selassie I. v korunovačním oděvu s korunovačními klenoty, 1930

To bylo mnohými považováno za naplnění Garveyho proroctví. Pravděpodobně první s tímto názorem veřejně vystoupil Garveyho následovník Leonard Howell v roce 1932, často je tedy uváděn jako zakladatel rastafariánství. Ten začal v jamajské komunitě kázat o tom, že Haile Selassie je spasitel. Spolu s ním byli mezi prvními kazateli rastafariánství také Joseph Hibbert, Archibald Dunkley a Robert Hinds, z nichž každý nezávisle na ostatních dospěl k přesvědčení, že Selassie je mesiáš. Kolem každého z nich stejně jako kolem Marcuse Garveyho, který se vrátil na Jamajku v roce 1927 poté, co byl po vyšetřování vedeným J. Edgarem Hooverem deportován z USA, se brzy vytvořila skupinka následovníků. Leonard Howell hlásal šest klíčových zásad: nenávist k bílé rase; úplnou nadřazenost černochů; pomstu bělochům za jejich zločiny; odmítnutí, pronásledování a ponížení jamajských vládních a právních autorit; přípravu černého lidu na návrat do Afriky; a víru v Haile Selassieho jako nejvyšší bytost a jediného pravého vládce černochů. V roce 1935 vydal stěžejní text The Promised Key. V tomto spisu, který je základním souhrnem rastafariánské věrouky, je císař Selassie nazýván král Rastafari a společně se svou manželkou Menen Asfaw je označován za krále Alfu a královnu Omegu. V témže roce byl Howell zatčen poté, co v Kingstonu prodával fotografie císaře Selassieho a vyzýval obyvatele Jamajky, aby přísahali věrnost jemu, namísto britského krále Jiřího V.; poté byl odsouzen k několika letům odnětí svobody.
Po těchto událostech Marcus Garvey přesídlil do Londýna. V roce 1936 došlo k invazi fašistické Itálie do Etiopie, které nezabránilo ani členství ve Společnosti národů, a po porážce slabě vyzbrojených etiopských vojsk císař Selassie uprchl do Anglie. Zde v roce 1937 došlo ke sporu mezi ním a Garveym, kdy Garvey Selassieho nazval zbabělcem a feudálem, který zradil svou zemi, když ji opustil; vyčítal mu i nezvládnutou situaci s otrokářstvím. V roce 1940 Garvey v londýnském exilu zemřel. Na Jamajce byl Leonard Howell v roce 1939 propuštěn z věznice a v roce 1940 založil první rastafariánskou komunitu známou jako Pinnacle v Saint Catherine. Komunita rychle rostla a brzy dosáhla 4 500 osob. Howell se v jejím čele stylizoval jako náčelník podle afrických kmenových struktur a údajně měl třináct manželek. Komunita byla soběstačná a zároveň pěstovala plodiny na prodej, včetně marihuany, která později nabyla náboženského významu. V lednu 1941 byla komunita rozprášena policií po udání sousedů, že rastafariáni vybírají daně jménem císaře Selassieho; Howell byl opět zatčen a uvězněn. V témže roce spojenecké síly osvobodily Etiopii od italské okupace a Haile Selassie se vrátil na trůn. Mnoho rastafariánů to interpretovalo jako naplnění proroctví v Knize zjevení.

### Šíření
Rastafariánství bylo zejména ve svých počátcích přitažlivé pro příslušníky nižší třídy Jamajky. Prvních třicet let byli rastafariáni v trvalém konfliktu s jamajskými úřady. Jamajští rastas pohrdali mnoha aspekty ostrovní společnosti a považovali vládu, policii, byrokracii a zavedené církve za nástroje babylonu. Byli také často zatýkáni za pěstování a držení konopí, které bylo postaveno mimo zákon v roce 1913. I přesto během 40. a 50. let hnutí rychle rostlo na Jamajce a rozšířilo se také na další karibské ostrovy, do Spojených států a Spojeného království. Kolem roku 1947 se poprvé v Kingstonu začali objevovat muži s dredy.

Navzdory nárůstu popularity císař Haile Selassie své božství odmítal a jakožto člen Etiopské pravoslavné církve nemohl věroučné základy nového náboženství přijmout, jeho postoj k rastafariánství tak byl spíše zdrženlivý. Nicméně v etiopském městě Šašemane v roce 1948 vymezil dva kilometry čtvereční půdy, určené pro usazení Afroameričanů, kteří si přejí návrat do Afriky. Toto území nebylo určeno přímo rastafariánům, nýbrž členům Etiopské světové federace (EWF) sídlící v USA, přesto přitáhlo pozornost rastafariánů. V roce 1959 samozvaný prorok a zakladatel Africké reformní církve Claudius Henry prodal Afro-Jamajčanům, včetně mnoha rastafariánů, tisíce lodních lístků k plavbě zpět do Afriky. Loď však nikdy nevyplula a Henry byl obviněn z podvodu. V roce 1960 byl odsouzen k šesti letům vězení za spiknutí za účelem svržení vlády. Později však do Šašemane několik set jamajských emigrantů skutečně přicestovalo a v roce 1963 ustanovili první rastafariánskou komunitu v Africe. V roce 1967 byl správcem osady v Šašemane jmenován Gladstone Robinson, člen EWF a rastafarián, který zde také provozoval školu.

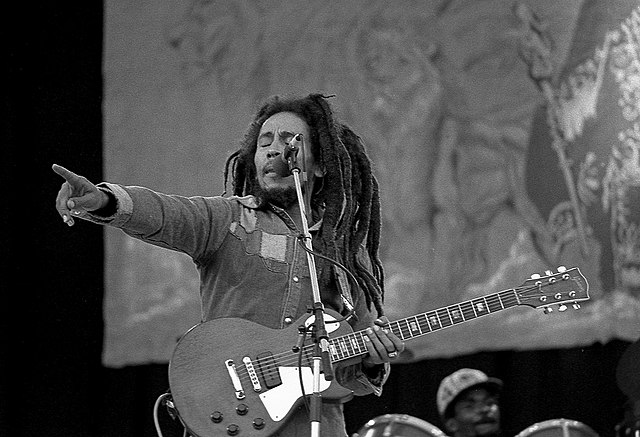
Bob Marley při koncertu, 1980

Napjatý vztah mezi rastafariány a vládou na Jamajce pokračoval i po druhé světové válce. Komunita Pinnacle Leonarda Howella dál působila a nelegálně pěstovala konopí, dokud nebyla v květnu 1954 při policejním zásahu zcela zničena a Leonard Howell byl umístěn do psychiatrické léčebny v Kingstonu. Přístup vlády k rastafariánům se výrazně změnil až poté, co v roce 1962 Jamajka získala nezávislost. Tělo Marcuse Garveyho, který zemřel v londýnském exilu v roce 1940, bylo roku 1964 převezeno na Jamajku a pohřbeno v Kingstonu v Parku národních hrdinů, národním hřbitově Jamajky. Později byl in memoriam vyznamenán nejvyšším jamajským vyznamenáním, a to Řádem národního hrdiny.
V 60. a 70. letech měla velký vliv na rozšíření rastafariánství popularita hudebního stylu reggae a zejména Boba Marleyho, který již ve svých třinácti letech začal vytvářet texty založené na folklóru a náboženství, jimž se naučil na venkově. V dospělosti se přestěhoval do slumu Trench Town, kde v roce 1962 vytvořil svou první nahrávku. Později založil skupinu The Wailers, ve které působil mimo jiných i Peter Tosh, rovněž rastafarián. Ve svých textech Marley často používal rastafariánské a biblické motivy a významně napomohl propagaci rastafariánské víry.

V roce 1966 na pozvání vlády navštívil Jamajku císař Haile Selassie. Událost, která se stala během jeho příletu, byla pro tisíce rastafariánů zázrakem a skutečným potvrzením Selassieho božskosti. Byl deštivý den a na letišti císaře očekával dav desítek tisíc rastafariánů. Někteří z nich prohlašovali, že s jeho příletem přestane pršet. Když letadlo dosedlo na přistávací plochu, déšť skutečně ustal. Další účastníci popisovali jiné údajné zázraky, například Rita Marleyová prohlásila, že na císařových rukou viděla stigmata. V rámci čtyřdenní návštěvy císař mimo jiné předal vedoucím rastafariánských skupin zlaté medailony s etiopskou pečetí, a přednesl k nim projev, kde řekl, že by se rastafariáni sami měli osvobodit, získat respekt a uznání, dříve než se vrátí do země zaslíbené. Přestože v to jamajská vláda doufala, nedošlo ze strany císaře k veřejnému zavržení rastafariánské víry.
| „                                   | Vítejte ve jménu císařské výsosti Haile Selassieho! Boha Rastafariho, pána pánů a krále králů! Následníka Šalomounova a vítězného lva judejského! | “ |
| — Bob Marley na úvod svých koncertů | |   |

V Etiopii došlo roku 1974 k vojenskému převratu a císař Haile Selassie byl sesazen; následujícího roku za nejasných okolností zemřel, jeho tělo však nebylo nalezeno. Rastafariáni si Selassieho smrt vysvětlovali různými způsoby. Někteří tvrdili, že byla zinscenována a Selassie dále žije v skrytu; jiní ji přijali jako nutnost s tím, že Bůh nadále není na zemi přítomen fyzicky, ale jen jako všudypřítomný duch. Nová vláda v Etiopii znárodnila veškerou půdu včetně komunity v Šašemane, nicméně později bylo rastafariánům z původních 200 hektarů vráceno 40. Císařská rodina uprchla do Londýna, kde roku 1977 princ Amha Selassie navázal přátelství s Bobem Marleym, který téhož roku vydal jedno ze svých nejvlivnějších alb Exodus. Marley nadále pokračoval v propagaci rastafariánství a v roce 1979 navštívil i etiopské Šašemane, přestože se tomu etiopská vláda snažila zabránit. V roce 1981 však zemřel poté, co z důvodů své víry odmítl léčbu rakoviny. Téhož roku zemřel i Leonard Howell. Po smrti tří nejvýznamnějších osobností došlo ke stagnaci a konzervaci rastafariánských komunit, jež na několik desítek let zabrzdila rozvoj rastafariánské teologie.
Po skončení etiopské občanské války, která trvala od svržení císaře až do roku 1991, došlo k příchodu stovek nových osadníků do komunity v Šašemane, jejíž populace dosáhla počátkem devadesátých let vrcholu počtem 2 000 osob. V roce 1992 bylo pod podlahou paláce v Addis Abebě nalezeno tělo císaře Selassieho, který byl patrně zavražděn pučisty. V roce 2000 bylo slavnostně pochováno v katedrále Nejsvětější trojice v Addis Abebě.
V Jihoafrické republice namísto důrazu na návrat do Afriky jakožto země zaslíbené mezi rastafariány zaujímá podobně významné místo myšlenka panafrikanismu. Objevují se tu i ideje nadřazenosti černé rasy. V roce 1993 byla ve městě Knysna v provincii Západní Kapsko založena osada, která se stala největší rastafariánskou komunitou v zemi. 28. prosince 1997 se v JAR konalo velké shromáždění rastafariánů, které navazovalo na myšlenky panafrikanismu a odkazu Marcuse Garveyho.
V roce 2015 došlo na Jamajce k částečné dekriminalizaci marihuany. Součástí této novely bylo i ustanovení, že příslušníci rastafariánského hnutí mohou beztrestně užívat marihuanu pro náboženské účely. Poprvé od vzniku hnutí tak mohli jamajští rastafariáni legálně provozovat své rituály. V červenci 2017 etiopská vláda poprvé formálně uznala rastafariánské osadníky v Šašemane a vydala jim doklady udělující status rezidentů (ne však etiopské občanství). Téhož roku v listopadu se v Šašemane skutečnilo setkání rastafariánů All Africa Rastafari Gathering. Během týdenního programu hostilo Šašemane zástupce z Angoly, Beninu, Kamerunu, Ghany, Pobřeží slonoviny, Keni, Malawi, Jižní Afriky, Jižního Súdánu, Seychel a Zimbabwe. Kromě afrických delegací se do setkání zapojili také zástupci z USA, Spojeného království, Brazílie a Karibiku. Výsledkem bylo přijetí společné deklarace, která zdůraznila odkaz císaře Haile Selassieho a císařovny Menen.

## Struktura hnutí
| Země                      | Počet rastafariánů |
| ------------------------- | ------------------ |
| Jamajka                   | 31 000 (2016)      |
| Spojené království        | 6 000 (2021)       |
| Barbados                  | 3 000 (2016)       |
| Jižní Afrika              | 3 000 (2012)       |
| Svatá Lucie               | 3 000 (2016)       |
| Kanada                    | 2 000 (2021)       |
| Nový Zéland               | 1 600 (2018)       |
| Etiopie                   | 1 200 (2017)       |
| Grenada                   | 1 000 (2016)       |
| Svatý Vincenc a Grenadiny | 1 000 (2004)       |
| Dominika                  | 900 (2016)         |
| Montserrat                | 100 (2016)         |

Mnoho rastafariánů žije v oblasti Karibiku, další skupiny jsou v Severní Americe, Evropě a Africe. Celosvětový počet je nejasný, odhaduje se mezi 700 tisíci a jedním milionem. V Etiopii, rastafariánské zaslíbené zemi, žije zhruba 1200 rastafariánů, a to cca 800 v Šašemane a dalších 400 v Addis Abebě a dalších částech země. Rastafariánské hnutí je decentralizované a funguje na komunitním principu, nemá tak žádnou centrální autoritu a organizovanou vnitřní strukturu. Přesto v jeho rámci existují různé skupiny či odnože (někdy označované za řády, sekty či denominace), které vykazují určité prvky odlišující je od ostatních. Sami rastafariáni je nazývají houses nebo mansions (domy), a to podle Ježíšových slov z Janova evangelia. Mezi nejvýznamnějšími jsou Nyahbinghi, Bobo Shanti a Dvanáct kmenů Izraele (The 12 Tribes of Israel).

### Nyahbinghi
Nyahbinghi je nejstarší ze všech rastafariánských skupin a usiluje o co nejužší propojení rastafariánské víry s africkým dědictvím. Název pochází od legendární africké královny Nyahbinghi. Výraz Nyahbinghi je často překládán jako „Smrt všem utlačovatelům“. Skupina se soustředí na uctívání Haile Selassieho, kterého považuje za vtělení Boha. Etiopie hraje v jejich víře klíčovou roli, protože důrazně podporují repatriaci černochů do Afriky. Členové Nyahbinghi považují vodu, vzduch a oheň za základní životní prvky. Oheň je vnímán jako hněv Jaha seslaný na Babylon. Vyznávají přísnou ital stravu – jedí pouze organické plodiny, jako jsou zelenina, ovoce, byliny a kůry stromů, a vyhýbají se soli. Pravidelně se účastní obřadů zvaných Groundations neboli Nyahbinghi Groundations, což jsou rituály oslavující život skrze spojení se zemí. V rámci symboliky dávají přednost vlajce, kde je zelená barva na prvním místě, a jejich verze vlajky obsahuje lva symbolizujícího Lva z Judy – Haile Selassieho I. Dodržují etiopský sabat, který připadá na úterý, a snaží se používat etiopský jazyk amharštinu.

### Bobo Shanti
Řád Bobo Shanti založil v roce 1958 na Jamajce princ Emanuel Charles Edwards považovaný jeho příslušníky za černého Krista. Společně s Marcusem Garveym a Haile Selassiem tvoří svatou trojici, přičemž Selassie je Král nebo Bůh, Garvey prorok a Edwards velekněz. Edwards byl jedním z významných rastafariánských vůdců na Jamajce v šedesátých letech, a byl také hlavním rastafariánským představitelem, s nímž se v roce 1966 setkal Haile Selassie při své návštěvě Jamajky. Na stejné cestě Selassie také veřejně prohlásil, že je sice Králem Izraele (jednalo se o jeho královský titul z Etiopie), ale že není Kristem ani mesiášem černého lidu. To vidí členové Bobo Shanti jako důkaz toho, že pravým duchovním mesiášem černého lidu je právě Král Emmanuel. Členové řádu žijí v izolovaných komunitách, jejichž hlavní základna se nachází v Bull Bay na Jamajce, a odmítají zákony jamajské společnosti. Nosí dlouhé splývavé róby a zářivě barevné turbany a jejich vlajku v barvách červené, zlaté a zelené vyvěšují odlišně než jiné rastafariánské skupiny – červená je nahoře. Dodržují sabat od západu slunce v pátek, během nějž nesmějí pracovat a musejí se vyhýbat soli a oleji, rovněž drží půst dvakrát týdně a také první den každého měsíce. Ženy musí mít zakrytá ramena a nohy a během menstruace podléhají zvláštním pravidlům. Marihuanu užívají pouze jako součást duchovních obřadů, nikdy na veřejnosti. Jejich hnutí se soustředí na naplnění Garveyho vize návratu do Afriky, která usiluje o znovusjednocení Afričanů s jejich domovinou a odmítnutí západní společnosti. Někteří členové zastávají názor, že černoši by měli být finančně odškodněni za utrpení v otroctví.

### Dvanáct kmenů Izraele
Řád Dvanáct kmenů Izraele založil v roce 1968 na Jamajce Dr. Vernon Carrington, známý jako Prorok Gad. Tento titul si přisvojil, protože tvrdil, že je reinkarnací Gáda, jednoho z původních synů Izraele. Věřil, že jeho úkolem je znovusjednotit Deset ztracených kmenů Izraele. Carrington je členy řádu chápán jako anděl popsaný ve Zjevení. Carrington stojí v čele hnutí a pod ním působí skupina „pastýřů“, kteří pomáhají rozvíjet a šířit jeho učení. Dvanáct kmenů Izraele je považováno za nejliberálnější rastafariánskou skupinu. Na rozdíl od Bobo Shanti a Nyahbinghi nehlásají výhradně černošské spasení, ale věří ve spásu všech ras. Členové mohou svou víru praktikovat v kostele nebo doma. Skupina se považuje za potomky Dvanácti synů Izraele a mimo Jamajku působí i v USA, na Novém Zélandu, v Evropě a Africe. K této odnoži se hlásil i Bob Marley.

## Symboly a praktiky

### Rastafariánské barvy
Rastafariánské barvy jsou červená, černá, zelená a žlutá/zlatá (stejně jako panafrické barvy). Vycházejí z vlajky, kterou navrhl Marcus Garvey jako vlajku organizace UNIA. Ta se skládala z červeného, černého a zeleného pruhu. Červená je symbolem krveprolití mučedníků, černá vyjadřuje příslušnost k africkému lidu a zelená symbolizuje zemi a její přírodní bohatství. Později byla černá nahrazena, případně doplněna žlutou/zlatou, která symbolizuje bohatství. Červená, zlatá a zelená je rovněž trikolórou Etiopie. Rastafariánské barvy a vlajky jsou doplňovány dalšími symboly, zejména těmi převzatými z judaismu, jako je například lev judský či Davidova hvězda.

Vlajka Asociace za všeobecný černošský pokrok (UNIA) a původní vlajka rastafariánského hnutí
Pozdější vlajka rastafariánského hnutí
Vlajka Etiopiského císařství (1897–1974)
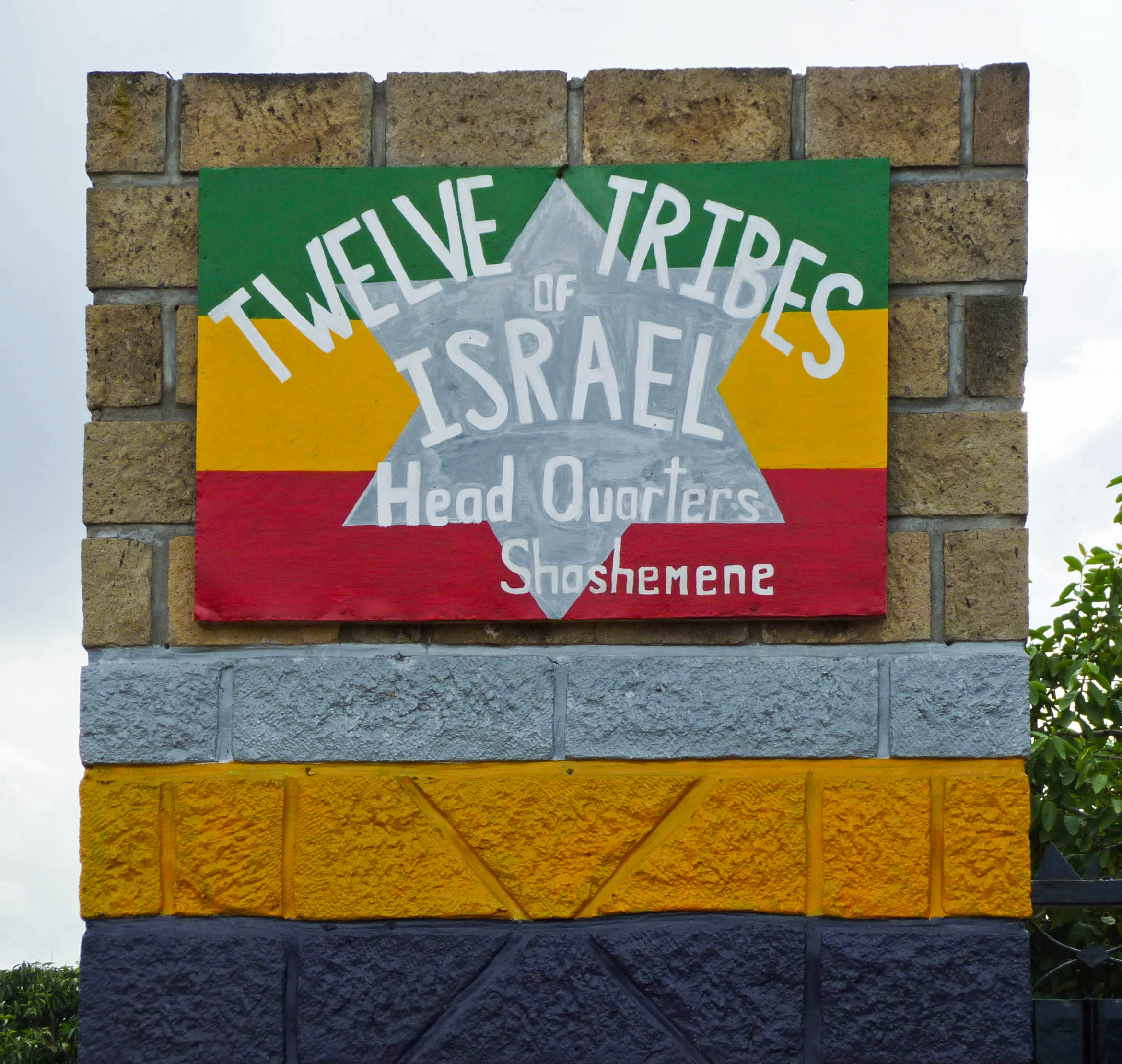
Rastafariánská vlajka s motivem Davidovy hvězdy na budově v Šašemane
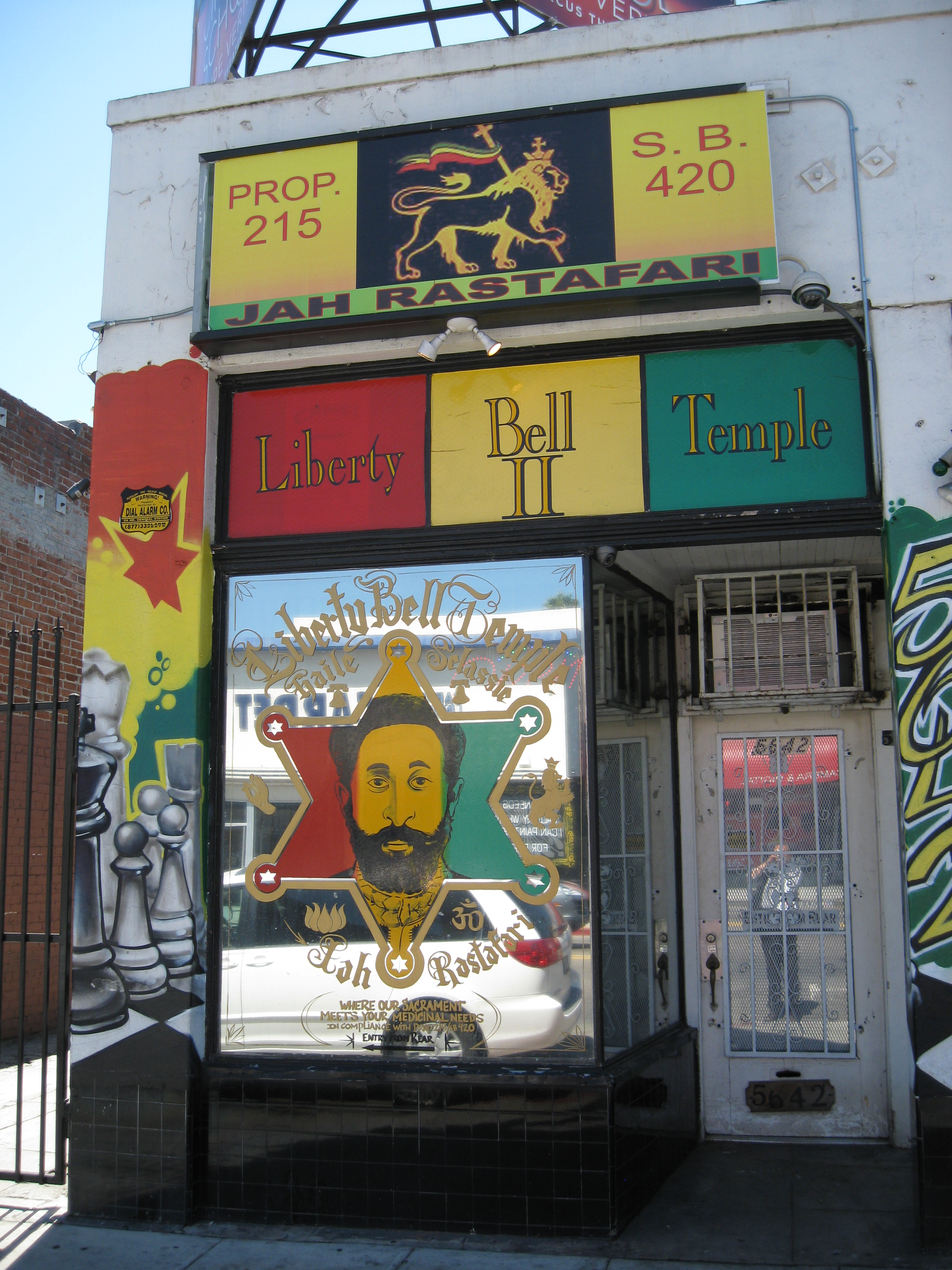
Výloha obchodu v Los Angeles s rastafariánskými motivy

### Stravování a životní styl

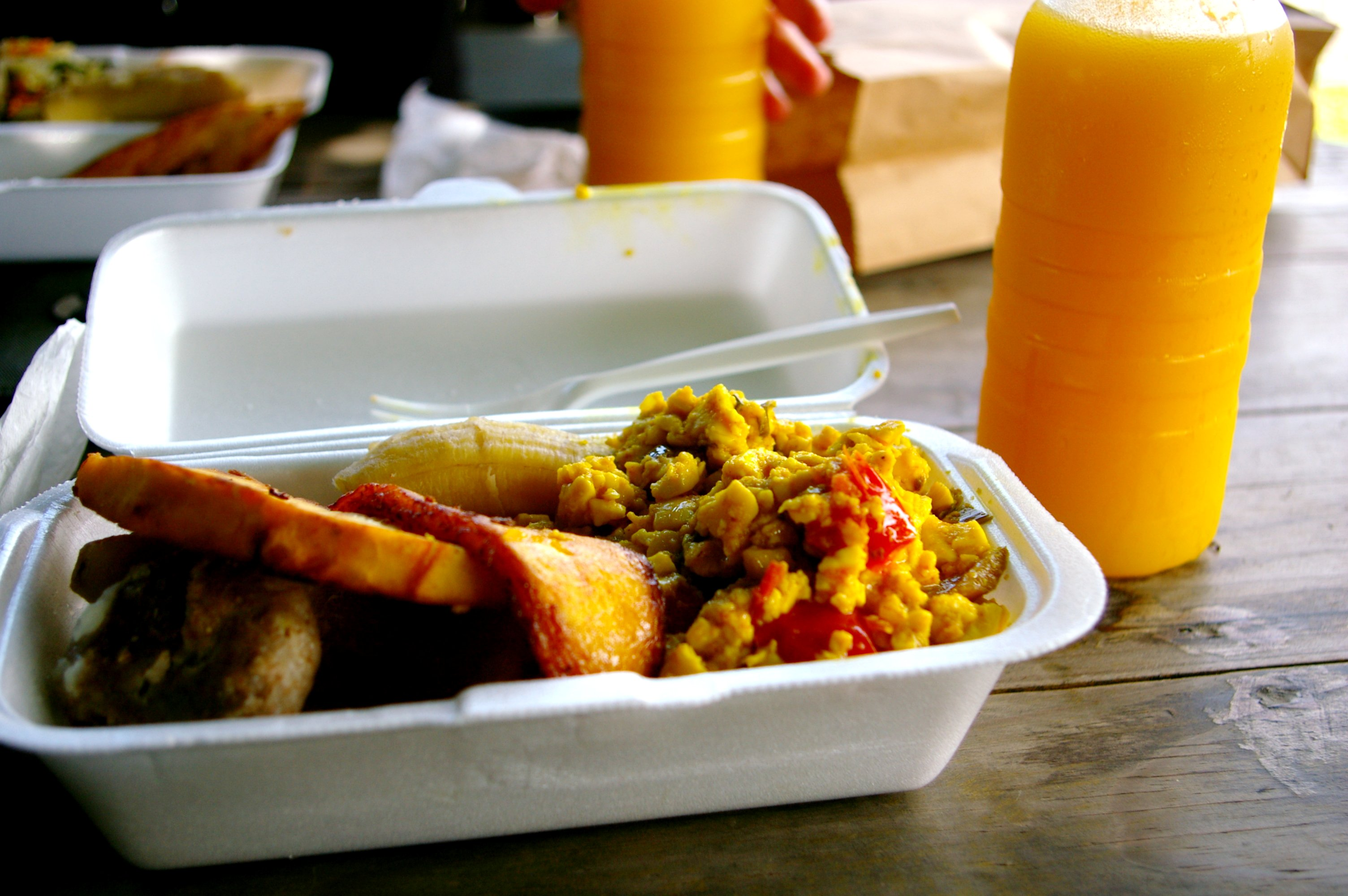
Ital snídaně: vařená zelenina, ackee, plantýn, chlebovník a mango-ananasový džus.

Významným prvkem rastafariánství je semknutí s přírodou a snaha žít v co největším souladu s ní. Z toho vychází stravovací princip rastafariánského hnutí zvaný Ital, uplatňovaný zejména v komunitách Bobo Ashanti a Nyabinghi, zatímco ve skupině Dvanáct izraelských kmenů není povinný. Název pochází z anglického slova „vital“ (životně důležitý) s vypuštěním počátečního „v“. Cílem této diety je zvýšit životní energii, označovanou jako „živost“, kterou rastafariáni vnímají jako božský dar přítomný ve všech lidech.
Strava založená na principu Ital je převážně vegetariánská, protože se věří, že konzumace masa, jakožto mrtvé hmoty, by snižovala živost. Za zvláště nevhodné (obdobně jako v dietách košer a halal) je považováno vepřové maso a korýši. Rastafariáni, kteří kladou důraz na přirozený životní styl, často považují člověka na základě anatomie a fyziologie za přirozeného vegetariána. Někteří rastafariáni nejedí ani průmyslově vyráběné potraviny, případně ani tepelně upravované. Někteří vyznavači dodržují přísný veganský režim a odmítají i mléčné výrobky a vejce. Přesto část rastafariánů považuje za přijatelné konzumovat ryby. Nejpřísnější formy této diety vylučují i kamennou sůl (nahrazují ji mořskou solí), konzervované a sušené potraviny a dokonce i kovové kuchyňské náčiní – místo něj se používají pouze hliněné nebo dřevěné nádoby. Tyto zásady však dodržuje jen menšina rastafariánů, zatímco někteří se jimi vůbec neřídí.
Rastafariánství také obecně odmítá konzumaci alkoholu a někdy i kávy. Alkohol je vnímán jako škodlivý a duchovně nečistý, a abstinence je podle bible projevem zasvěcenosti. Podle některých tradovaných příběhů byl právě alkohol tím prohřeškem, který vedl k božímu trestu v podobě zotročení Afričanů bělochy; v jiném výkladu nahrazuje alkohol ovoce poznání v příběhu vyhnání z ráje. Dokonce se mezi rastafariány vypráví, že Afričané nastoupili na otrokářské lodě dobrovolně právě proto, že byli opilí.
Rastafariánský postoj ke zdravotnictví je úzce spjat s vírou v duchovní a tělesnou čistotu. Rastafariáni často upřednostňují přírodní léčbu a bylinné prostředky před konvenční medicínou. Tělo je považováno za chrám Boží, a proto se mnozí vyhýbají invazivním zákrokům a lékům obsahujícím umělé složky. Dále je pro rastafariány nepřijatelná antikoncepce a interrupce. Antikoncepce je vnímána jako bělošský prostředek k potlačení růstu africké populace a odporuje starozákonnímu proroctví, podle kterého má být vyvolený národ početně silný. Interrupce je pak považována za vraždu a je zcela nepřijatelná. Postoj k očkování, například proti Covid-19, se u různých členů hnutí liší. Přestože neexistují žádné pevně dané pohřební zvyklosti, obecně rastafariáni preferují pohřeb do země před kremací.

### Kouření marihuany
Velký význam má v rastafariánství marihuana, která je označována různými názvy; například ganja, kaya, maka, sensemina, jeruzalémský chléb, královský chléb, chléb Beránkův, plevel moudrosti a Šalamounova rostlina. V rastafariánství je považována za posvátnou bylinu, jejíž rituální kouření slouží ke komunikaci s Bohem. Rastafariáni tvrdí, že její užívání je podporováno biblickými verši z knih Genesis, Žalmů a Zjevení, údajně též byla nalezena na hrobě krále Šalamouna. Je vnímána jako rostlina s léčivými vlastnostmi, přičemž je vychvalována pro své schopnosti vyvolávat pocity „míru a lásky“. Mnozí praktikující věří, že její kouření podporuje introspekci a umožňuje jednotlivcům objevit své vnitřní božství. Někteří rastafariáni považují kouř z marihuany za druh kadidla, který má schopnost působit proti nemorálním praktikám ve společnosti. Obvykle se kouří při tzv. „groundings“ (společenských setkáních), přičemž někteří jednotlivci jej kouří i v jiných, méně formálních situacích. Někteří rastafariáni konzumují marihuanu velmi často, což je ze strany jiných praktikujících považováno za nadměrné. Někteří volí alternativní způsoby užívání, například ve formě čaje, koření v jídlech nebo jako součást léčivých přípravků. Existují však i takoví, kteří se jejímu užívání vyhýbají s tím, že již dosáhli vyšší úrovně vědomí, a tedy ji nepotřebují.

Původ užívání marihuany je často spojován s historickou zkušeností černých otroků na Jamajce, kteří ji pravděpodobně užívali po vyčerpávajících dnech práce jako prostředek uvolnění. Později si dělníci z konopných plantáží začali přivydělávat nelegálním prodejem marihuany, která se tak stala symbolem sociálního vzestupu nižších vrstev. Náboženský význam začala nabývat ve chvíli, kdy byla na Jamajce oficiálně zakázána a stala posvátnou rostlinou undergroundového a odporového hnutí. Významný ideologický spor v této souvislosti nastal mezi Marcusem Garveym a Leonardem Howellem. Garvey byl po celý život zásadním odpůrcem užívání marihuany, kterou vnímal jako nebezpečnou látku spojenou s kriminalitou a úpadkem. Když se dozvěděl, že Howell nejen konopí aktivně používá, ale také působí jako lidový léčitel, obvinil ho z šíření afrického čarodějnictví.

List konopí
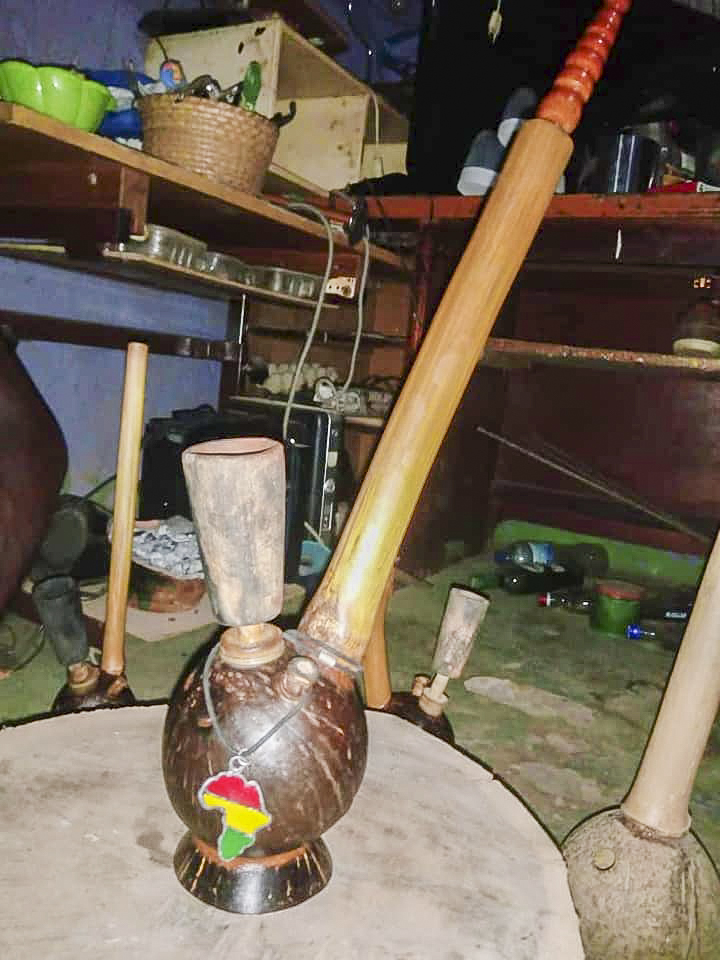
Dýmka na rituální kouření

### Dredy
Dredy jsou specifickým účesem rastafariánů, který má několik významů. Rastafariáni věří, že podle biblických knih Leviticus a Numeri jsou symbol síly, která souvisí se Samsonovými vlasy. Zákaz stříhaní a holení je podle těchto veršů výrazem zasvěcenosti Bohu (obdobně jako židovské pejzy a muslimské plnovousy). Rastafariáni tvrdí, že jejich dredy znamenají smlouvu, kterou uzavřeli s Jahem, a odrážejí jejich závazek vůči „přirozenosti“. Nošení dredů vnímají také jako symbolické odmítnutí babylonu a nechuť přizpůsobit se jeho estetickým normám. Rovněž jsou odkazem na hřívu lva judského.

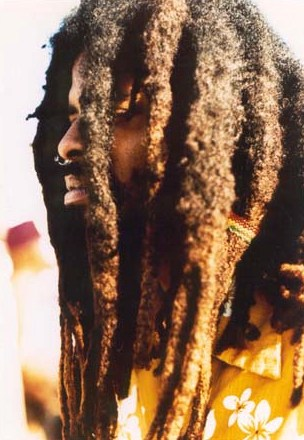
Rastafarián s dredy
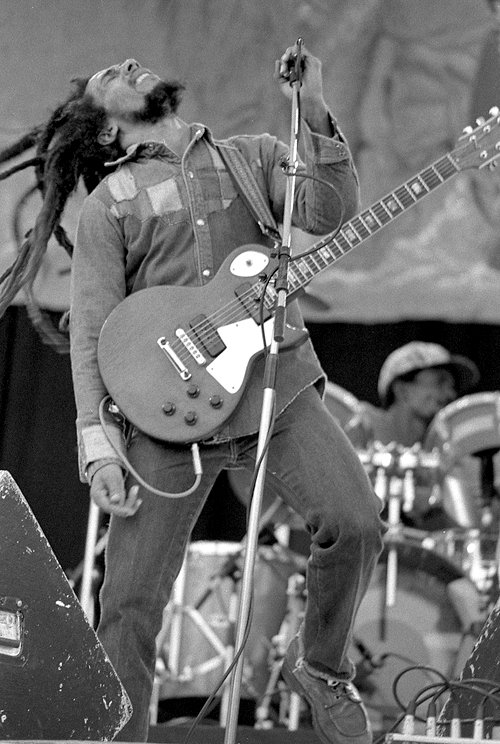
Bob Marley
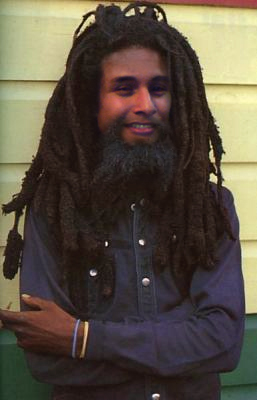
Rastrafarián s dredy

### Hudba
Běžnou hudbou rastafariánů je především reggae, za posvátnou hudbu je však považováno nyabingi, což je rituální bubnování odvozené od afrického bubnování buru v kombinaci se zpěvem náboženských písní. Jako hymna rastafariánského hnutí je někdy používána píseň "Ethiopia, thou Land of Our Fathers", která byla hymnou Garveyho organizace UNIA.
| „                                 | We're leaving Babylon We're going to our Fatherland | “ |
| — Bob Marley v písni Exodus, 1977 |                                                     |   |

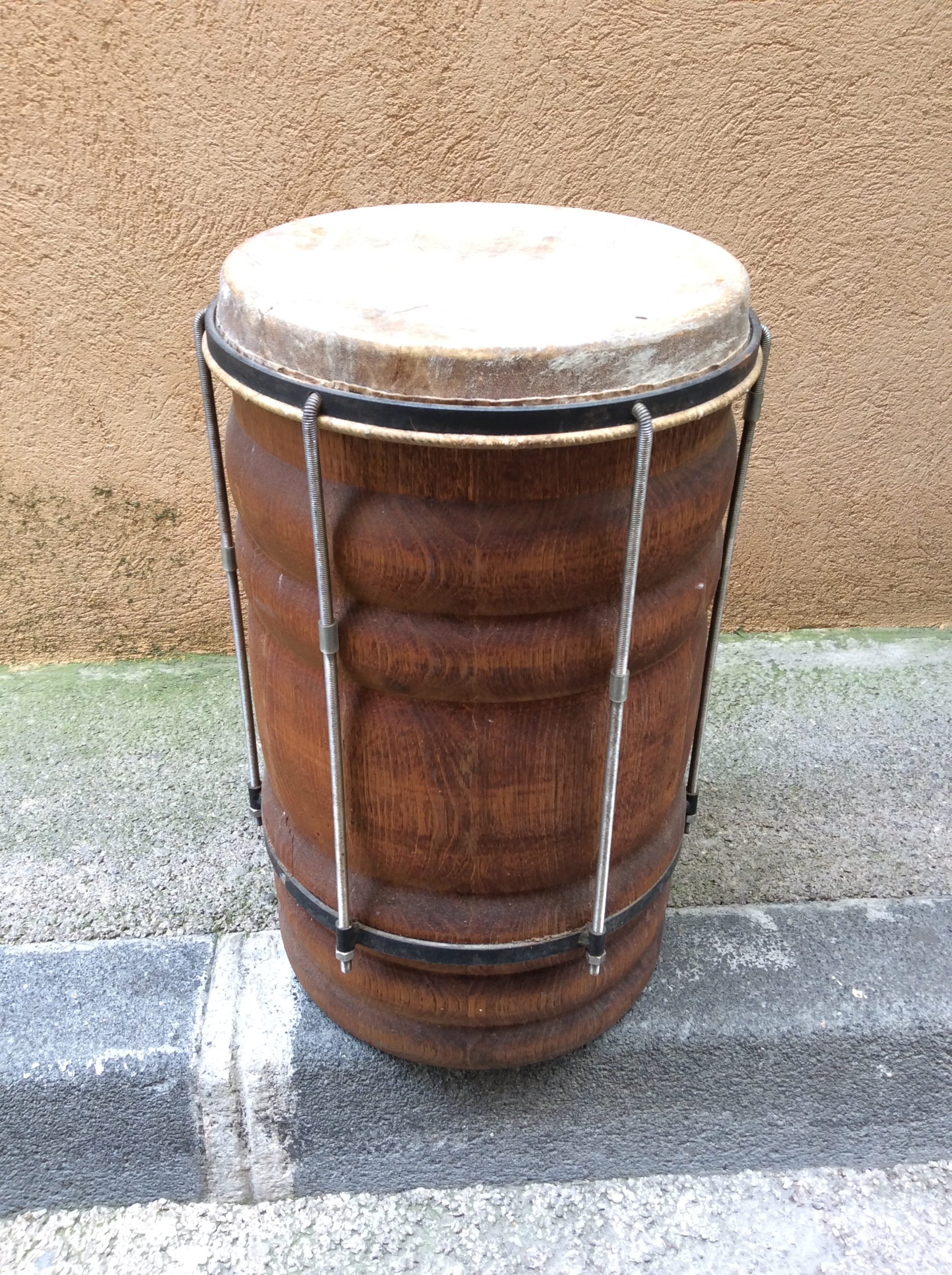
Buben nyabinghi
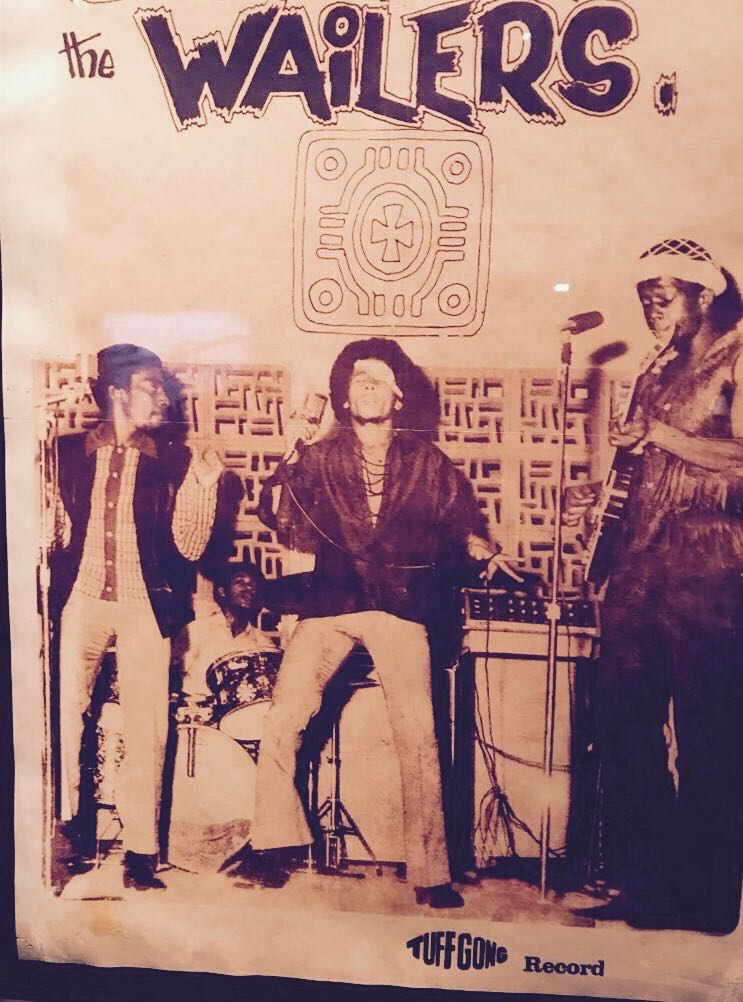
Plakát Boba Marleyho a Wailers
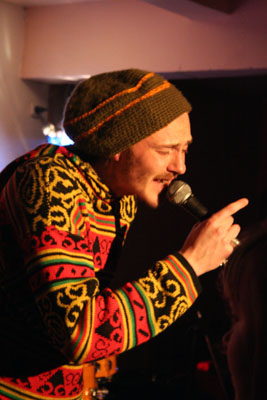
Zpěvák reggae

### Svátky
Svátky slavené rastafariány jsou:
| Název svátku                | Datum                                 | Poznámka                                                            |
| --------------------------- | ------------------------------------- | ------------------------------------------------------------------- |
| Etiopský nový rok           | 11. září (12. září v přestupném roce) | podle etiopského kalendáře                                          |
| Den korunovace              | 2. listopadu                          | výročí korunovace Haila Selassieho v roce 1930                      |
| Etiopské vánoce             | 7. ledna                              | podle Etiopské pravoslavné církve, která používá juliánský kalendář |
| Groundation Day             | 21. dubna                             | výročí návštěvy Haila Selassieho na Jamajce v roce 1966             |
| Den ústavy                  | 16. července                          | výročí vydání první etiopské ústavy Hailem Selassiem v roce 1931    |
| Narozeniny Haile Selassieho | 23. července                          |                                                                     |
| Narozeniny Marcuse Garveyho | 17. srpna                             |                                                                     |